# Diplosmittia forficata
Diplosmittia forficata är en tvåvingeart som beskrevs av Andersen 1996. Diplosmittia forficata ingår i släktet Diplosmittia och familjen fjädermyggor.
Artens utbredningsområde är Costa Rica. Inga underarter finns listade i Catalogue of Life.